# Kanifing (kommun)
Kanifing är en kommun och ett distrikt i västra Gambia. Kommunen och distriktet, med sammanfallande utsträckning, ligger väster om Gambias huvudstad Banjul. Kanifing är med undantag för våtmarken Tanbi kraftigt urbaniserat och hade 377 134 invånare vid folkräkningen 2013.
Mellan 1840 och 1853 koloniserades det nuvarande Kanifing av Storbritannien under namnet British Kombo. Det hade tidigare tillhört kungariket Kombo. British Kombo blev distriktet Kombo Saint Mary som omväxlande hörde till koloni- eller protektoratsdelen av Gambia. En lokal myndighet, Kombo Rural Authority, fanns 1947–1963. Efter Gambias självständighet 1965 ersattes den av Kanifing Area Administration som var underordnad Brikama kommun tills Kanifings kommun upprättades 1974.